# Novi list
Novi list (en español, «Nuevo Diario») es el periódico diario más antiguo de Croacia publicado en Rijeka. Se lee en su mayoría en el condado de Primorje-Gorski Kotar de Croacia, y también se distribuye en todo el país.
Novi list tuvo la distinción de ser el único diario croata que mantuvo una distancia crítica con el gobierno de Franjo Tuđman, durante la década de 1990. Hoy está considerado como un periódico de centro-izquierda.